# Représentations diplomatiques de l'Érythrée

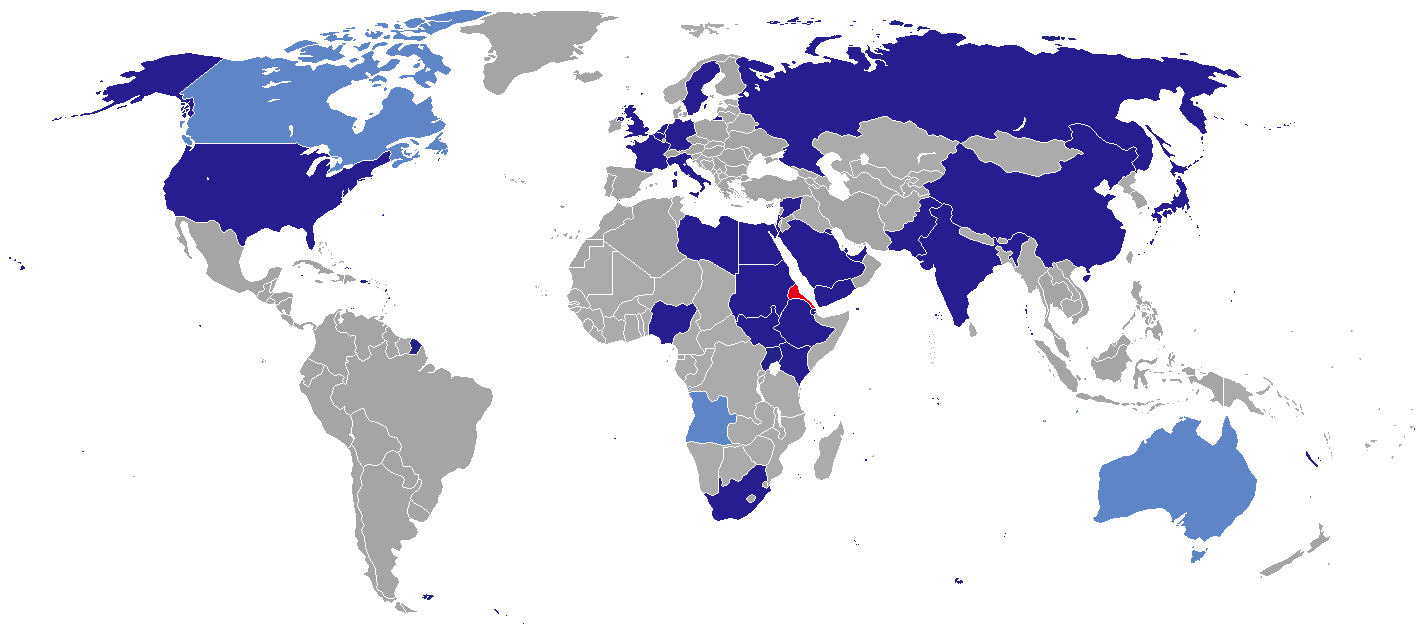
Missions diplomatiques de l'Érythrée.

Voici une liste des représentations diplomatiques de l'Érythrée. L'Érythrée est un pays relativement jeune qui entretient des relations tendues avec certains de ses voisins, notamment l'Éthiopie. L'Érythrée entretient des relations relativement bonnes avec Djibouti et améliore ses relations avec le Soudan et le Yémen. Il a un nombre limité de missions diplomatiques dans le monde.
En 2007, le gouvernement érythréen a reçu l'ordre du département d'État des États-Unis de fermer le consulat d'Oakland, en Californie, qui desservait une communauté de 7 000 personnes dans la baie de San Francisco; de nombreux Érythréens ont déclaré que cela leur serait difficile. Cette action était en représailles aux restrictions imposées par le gouvernement érythréen sur le voyage des diplomates américains en Érythrée, l'ingérence dans le système des valises diplomatiques et l'incapacité à fournir des services consulaires aux citoyens américains en Érythrée.

## Afrique
- Afrique du Sud
  - Pretoria (ambassade)
- Angola
  - Luanda (consulat général)
- Djibouti
  - Djibouti (ambassade)
- Égypte
  - Le Caire (ambassade)
- Éthiopie
  - Addis Ababa (ambassade)
- Kenya
  - Nairobi (ambassade)
- Libye
  - Tripoli (ambassade)
- Nigeria
  - Abuja (ambassade)
- Soudan
  - Khartoum (ambassade)
- Soudan du Sud
  - Djouba (ambassade)

## Amérique
- Canada
  - Toronto (consulat général)
- États-Unis
  - Washington (ambassade)

## Asie
- Chine
  - Pékin (ambassade)
- Inde
  - New Delhi (ambassade)
- Israël
  - Tel Aviv-Jaffa (ambassade)
- Japon
  - Tokyo (ambassade)
- Koweït
  - Koweït (ambassade)
- Pakistan
  - Islamabad (ambassade)
- Qatar
  - Doha (ambassade)
- Arabie saoudite
  - Riyad (ambassade)
- Syrie
  - Damas (ambassade)
- Émirats arabes unis
  - Abou Dabi (ambassade)
  - Dubaï (consulat)
- Yemen
  - Sanaa (ambassade)

## Europe
- Allemagne
  - Berlin (ambassade)
  - Francfort (consulat)
- Belgique
  - Bruxelles (ambassade)
- France
  - Paris (ambassade)
- Italie
  - Rome (ambassade)
  - Milan (consulat)
- Pays-Bas
  - La Haye (ambassade)
- Royaume-Uni
  - Londres (ambassade)
- Russie
  - Moscou (ambassade)
- Suède
  - Stockholm (ambassade)

## Océanie
- Australie
  - Melbourne (consulat)

## Organisations internationales
- Union africaine
  - Addis-Abeba (mission permanente)
- Ligue arabe
  - Le Caire (délégation)
- ONU
  - Genève (mission permanente)
  - New York (mission permanente)

## Galerie

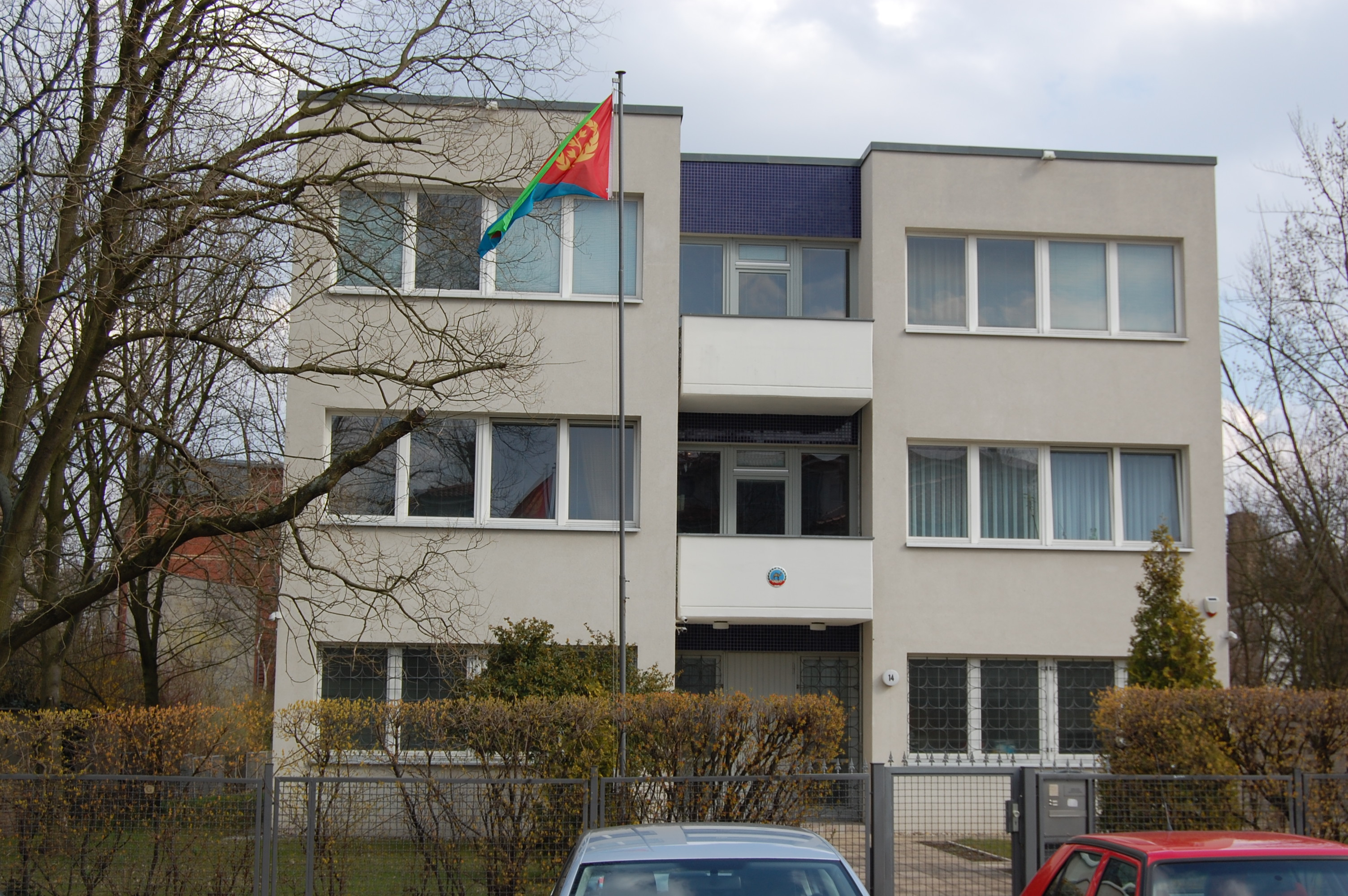
Ambassade à Berlin.
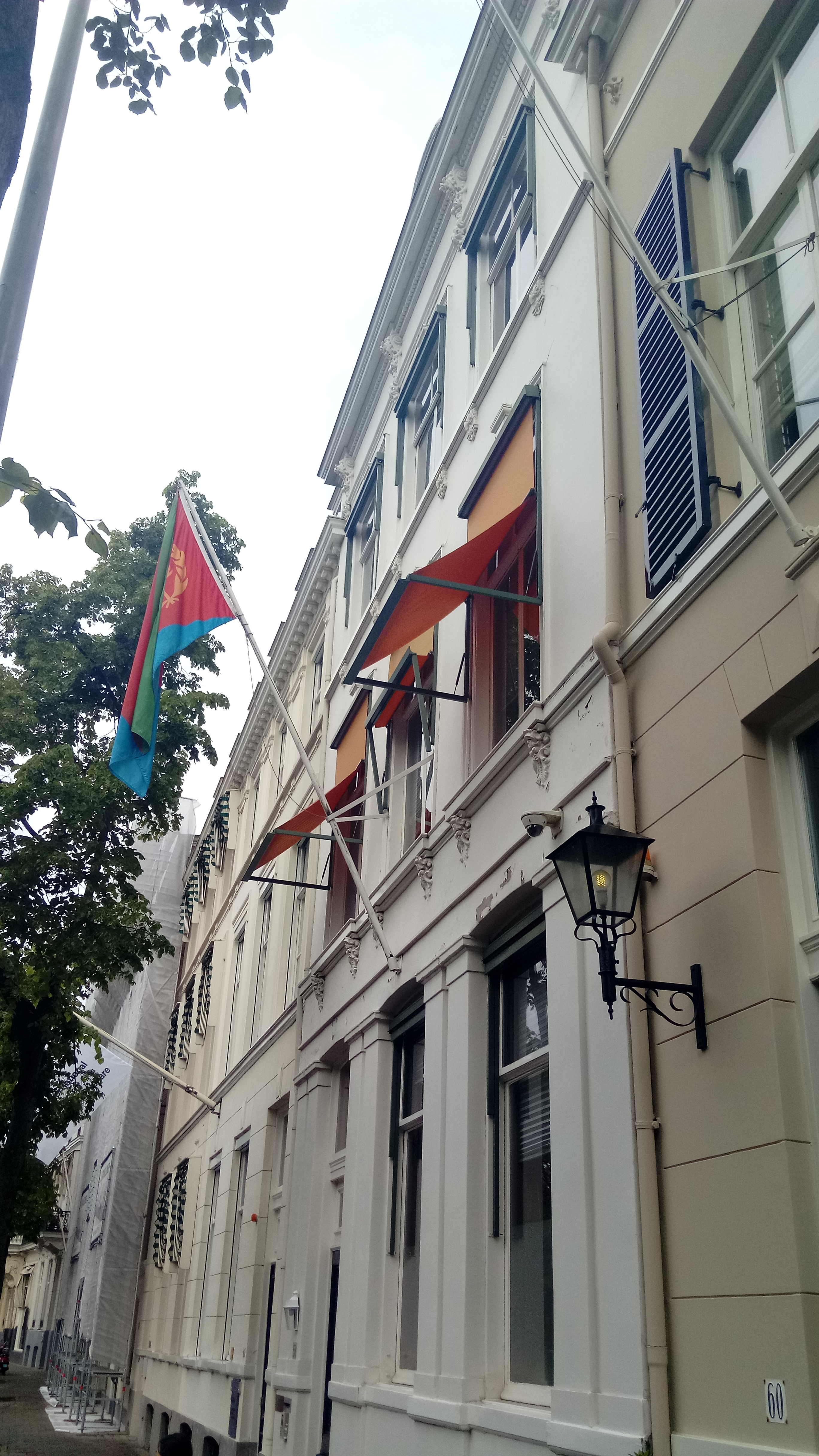
Ambassade à La Haye.
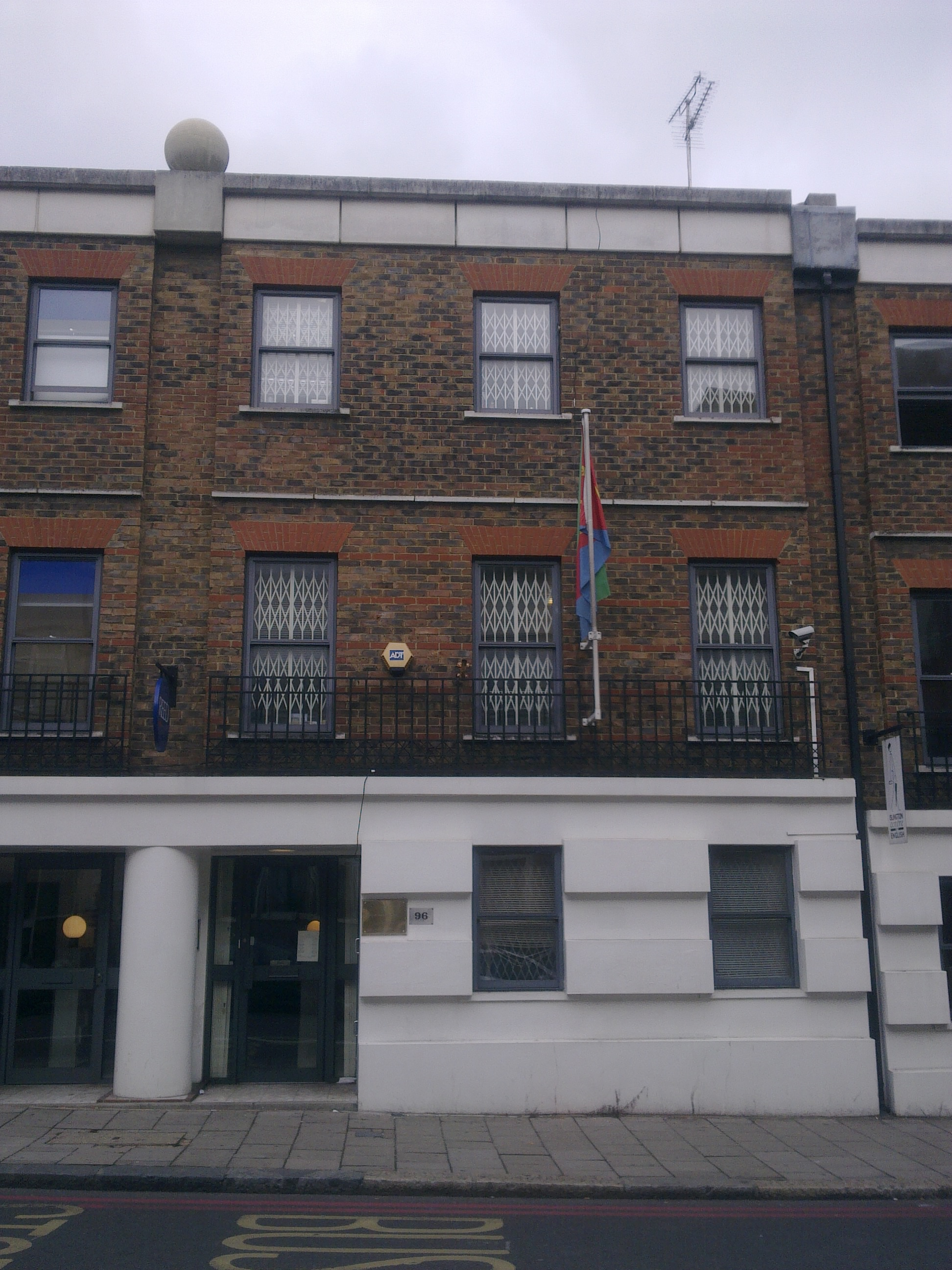
Ambassade à Londres.
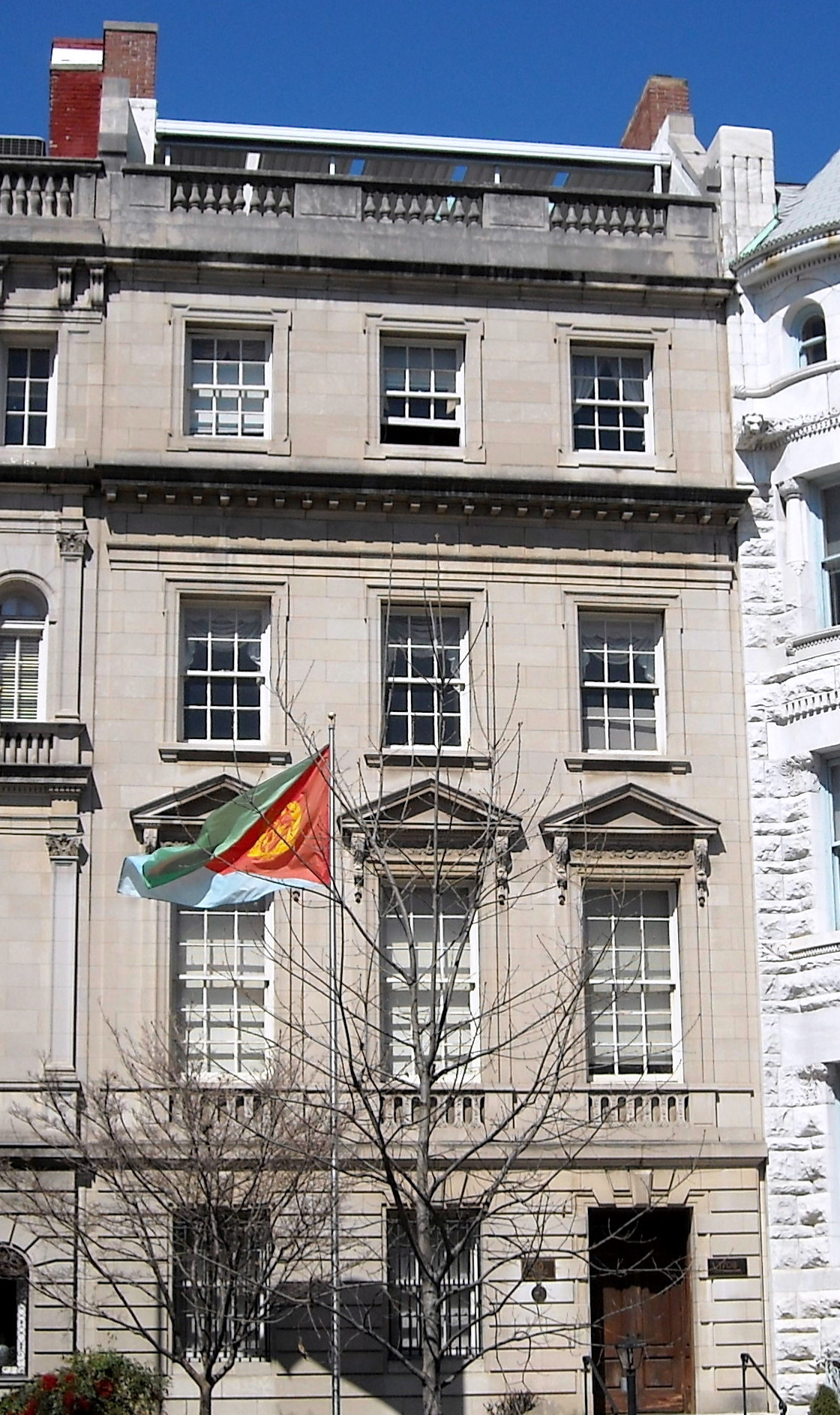
Ambassade à Washington.